# Kwinana Freeway

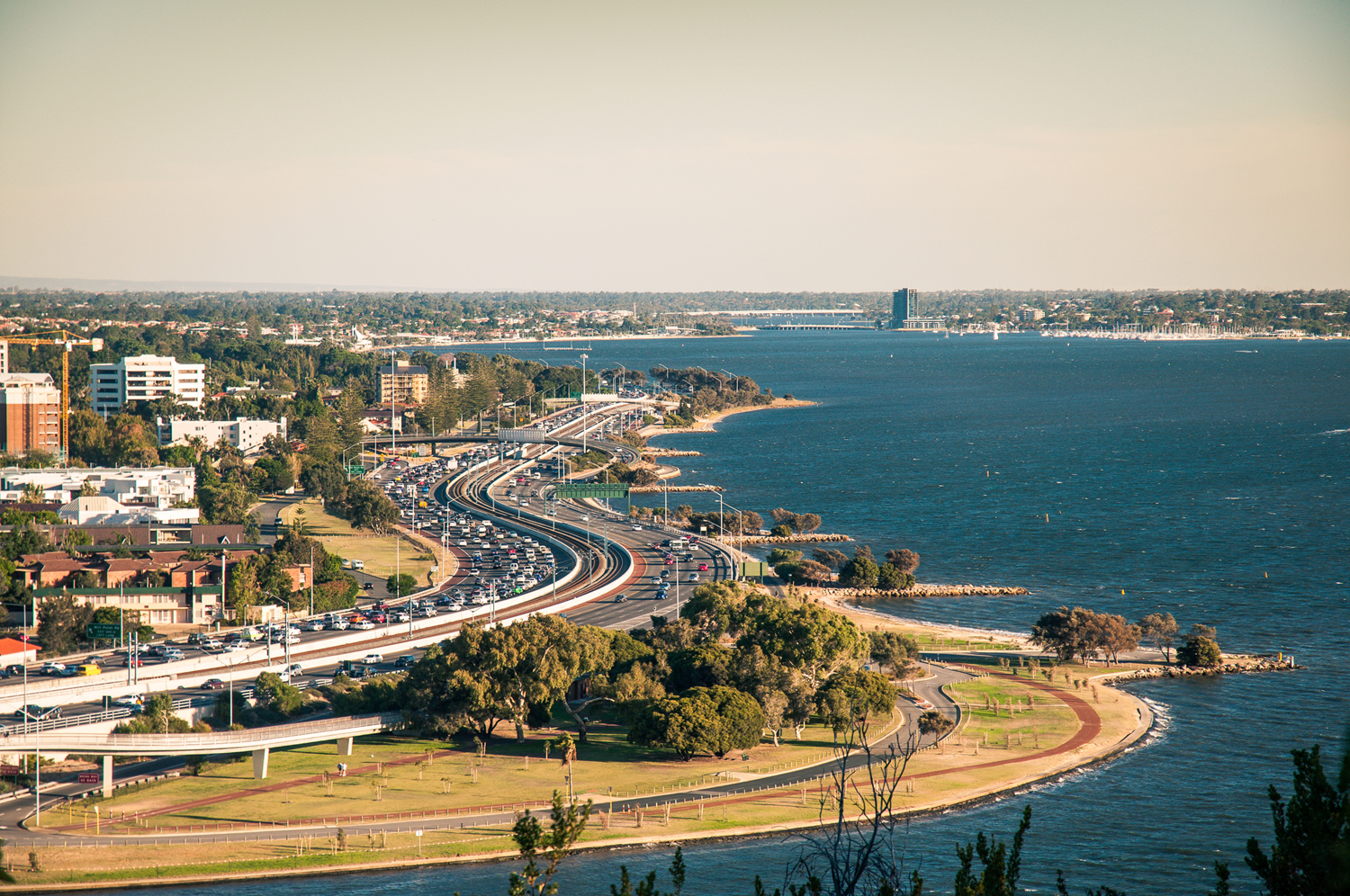
Kwinana Highway.

La Kwinana Highway est une autoroute de 72 kilomètres de long située au sud de Perth, en Australie-Occidentale. Elle relie Perth à Mandurah.
Plus au sud se situe la Forrest Highway et plus au nord la Mitchell Freeway.